# OnePlus 8T
OnePlus 8T（ワンプラス エイト ティー）とは、OnePlusが2020年に発売したスマートフォンである。

## 概要
2020年10月から発売された。SoCはQualcomm Snapdragon 865が搭載されている。メモリは12GBモデル、8GBモデルの2種類。OSはAndroid 13（初期リリース時はAndroid 11）が搭載されている。
また、microSDカードのスロットやヘッドフォンジャックがなく、ワイヤレス充電にも非対応である。
生体認証は、ディスプレイ内指紋認証とフロントカメラによる顔認証システムが搭載されている。